# 克穆克穆

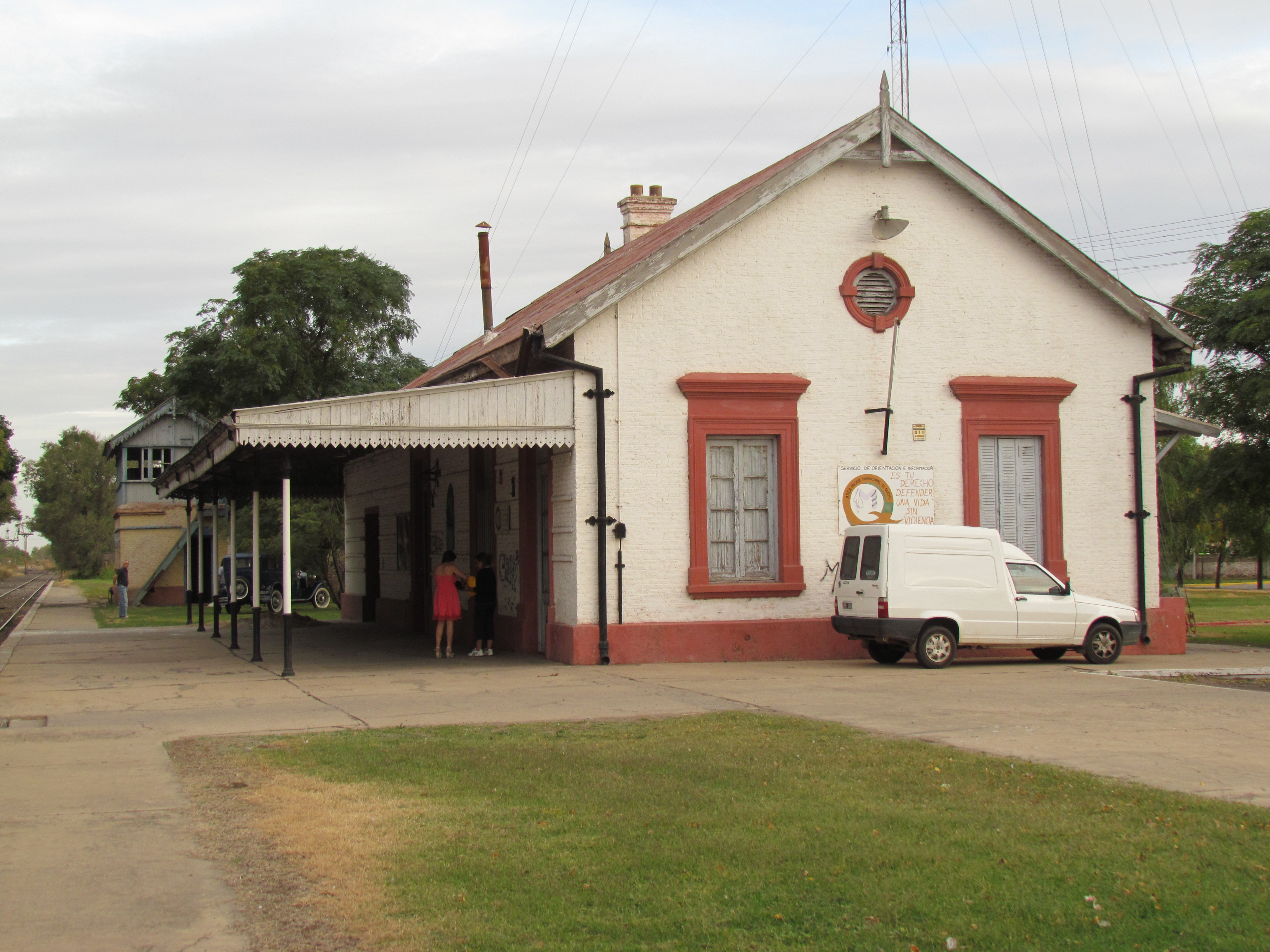
克穆克穆

克穆克穆（西班牙語：Quemú Quemú），是阿根廷的城鎮，位於該國中部拉潘帕省，是克穆克穆縣的首府，始建於1908年7月26日，面積950平方公里，海拔高度103米，2010年人口3,714，人口密度每平方公里3.91人。
36°03′S 63°33′W / 36.050°S 63.550°W